# ニード・フォー・スピード シフト
『ニード・フォー・スピード シフト』(Need for Speed: Shift)、は、EA Black Boxが開発し、2009年11月12日にエレクトロニック・アーツが発売したレースゲーム。アメリカでは同年9月22日、ヨーロッパでは同年9月17日に発売された。

## 概要
ニード・フォー・スピード シフトはクローズドサーキットで行われるレースゲームでどちらかと言えば過去作のプロストリート寄りとなるが、今作では、実名サーキット、コックピット視点の追加などよりリアルなレースを体感できるゲームとなった。またカスタマイズに関しても駆動系チューンや軽量化などの性能アップチューンの他にもバイナルの貼り付けやエアロキットの装着などといった外装に変化させるチューニングも可能である。
今作のポイントであるコックピット視点はシフトチェンジの際の手の動きや内装に至るまで精密に再現され、内装チューンを行うとブーストメーターが追加されたりステアリングが変更される。また速度が増加するとモーションブラー効果も発生する。事故を起こすとドライバーの悲痛なうめき声や息切れ、高鳴る鼓動も聞こえる。
初回生産版には早期購入特典のシークレットコードが記載されたカードが同梱されており、これをゲームのメインメニューにある(SECRET CODE)で入力することによりスペシャルイベントのプレイが可能になる。
続編として『シフト2 アンリーシュド』が発売されている。

## 製作
今作では従来のNeed for Speedシリーズの開発に携わったEA Black Boxに加え、PCゲームで非常に評価の高いタイトル、「GT Legends」や「GTR 2」を開発したメンバーがいることで知られるSlightly Mad Studios、EA Gamesヨーロッパのシニアバイスプレジデントのパトリック・ショダールンドなどといったレースゲーム開発の豊富なメンバーによって製作された。PSP版は、EAのBright Light Studioで開発された。これまでのシリーズと同様に、PSP版は他機種版とは大きく内容が異なっている。EA Bright Lightは、以前はEA UKという名前でバーンアウト ドミネーターなどを開発していた。

## ゲームモード

### キャリアモード
キャリアモードではプレイヤーは駆け出しの新人レーサーとなり、最終目標である「NFS World tour」を目指す。バトルをこなす事でプロフィールポイントを集めることによってプレイヤーのレベルを上げることができる。
集めた賞金は新しく車を買ったり既存の車のアップグレード用のパーツを購入するのに使う。

#### レースのカテゴリ
キャリアモードに登場するレースのカテゴリは以下の通り。
マニュファクチャラーバトル
同一車種によるワンメイクレース。主にメーカーから提供される。
タイムアタック
CPU混走でタイムを競う
ドリフトバトル
3回に分けて行われ、ポイントの一番ポイントの高い者が勝者になる
1対1でのドライバーデュエル
2車種の中から1台選びCPUとの1対1でのバトル。3ラウンドで行われる。先行は後者に抜かれることなくゴールまで走るか後ろとの差を5秒以上にすれば勝ち。後者は先行を抜いてゴールするか、5秒以上差をつければ勝利となる。2ラウンド制覇すれば勝利が決まるが、成績が1対1になった場合はローリングスタートでのバトルとなり、相手より前でゴールしたほうが勝ちとなる。
国別の車種で行われる国別・国籍対抗レース
プレイヤーが乗っている車の国限定・もしくは国別対抗でのバトル
ワークスマシン限定レース
ワークスマシンについては後述
スーパーカー限定イベント
最高クラスのLv4クラスの車で行われる。
エンデュランス(耐久)イベント
シリーズ戦
全3～5戦で行われ、得られるポイントで総合順位を決める。
クイックバトル
純粋にCPUと対戦を行ったり、1台でラップタイムを競う。
オンライン
全国各地のプレイヤーとバトルやドライバーデュエルで勝負するモード

#### チューニング
レースで得た賞金を元にマシンのパワーアップ・カスタマイズが可能になる。パーツには3段階のクラスがあり（上位の車になると下位のパーツがないこともある）またチューニングのランクを上げていくとセッティングできる箇所が増える。
また一部の車種は、限界までチューンすると「ワークスチューン」という項目が追加され、性能・外装・内装が大きく変化する。

#### オンライン
- PlayStation Networkで最大8人でのオンライン対戦
- オンラインランキング機能。マルチプレイでのランキングの他、キャリアモードのランキングも表示される。
- PlayStation Storeでの車の購入機能。

#### ダウンロードコンテンツ
2009年12月3日に追加コンテンツのダウンロードが開始され、オンライン専用モードの「チームバトル」、新規の5車種収録されたコンテンツがPlayStation Storeにて無料でダウンロードできるようになった。収録内容は以下のとおり。
2010年2月16日より10車種のFerrariマシンやチャレンジが追加される追加コンテンツ「Ferrari Battle Series」が配信された。なお、この追加コンテンツはXbox 360版限定でPS3版およびPC版での配信予定はない。
2010年3月18日、新たにコースや車種が追加される追加コンテンツ「Exotic Battle Series」が配信された。

## PSP版
リアルなレースを目指している上位機種版とは内容が大きく異なり、バーンアウト ドミネーター(PSP)のようなドリフトを多用するアーケード寄りのプレイ感覚となっている。登場するスポンサーやキャラクターはある程度ニード・フォー・スピード プロストリートから流用されている。登場車種や収録曲が上位機種版より少なくなっていたり、車内の様子は一切描かれず、コックピット視点も搭載されていないなどの違いもある。UMD版のほかに、PlayStation Storeでダウンロード販売も行われている。
メモリースティック内のjpegファイルを読み込み、車の外装として使用する「カスタムバイナル」や、mp3ファイルをBGMとして使用する「カスタムサウンドトラック」というPSP用のレースゲームとしては珍しい機能や、車が回転しながら飛ぶ、車体が激しく潰れるなど、上位機種版よりも派手なクラッシュシーンが搭載されているという特徴がある。

### ワールドツアー
プレーヤーは新人レーサーとしてプロストリートレースに参加し、最強のドライバー「リョウ・ワタナベ」を含む10人のキングに勝利することが目的。

### クイックレース
ワールドツアーでアンロックした車、コース、モードで、好きな設定でレースを楽しむことができる。

### マルチプレイヤー
2～4人での対戦モード。アドホック機能を利用した通信対戦の他、1台の本体を交代で使う対戦モードもある。